# Капа
Вижте пояснителната страница за други значения на Капа.
Капа (главна буква Κ, малка буква κ) е десетата буква от гръцката азбука. В гръцката бройна система с тази буква се означава 20.